# Berteaucourt-lès-Thennes
Berteaucourt-lès-Thennes település Franciaországban, Somme megyében. Lakosainak száma 497 fő (2022. január 1.). Berteaucourt-lès-Thennes Domart-sur-la-Luce, Gentelles, Thennes és Thézy-Glimont községekkel határos.

## Népesség
A település népességének változása:
| Lakosok száma | 444  | 439  | 447  | 437  | 435  | 439  | 458  | 478  | 497  |
|               | 2013 | 2015 | 2016 | 2017 | 2018 | 2019 | 2020 | 2021 | 2022 |